# Ignacio Mendy
Ignacio Mendy (Buenos Aires, 29 de junio de 2000) es un jugador argentino de rugby que se desempeña como fullback y centro en el club  Benetton.
Fue parte de la Selección juvenil de rugby 7 que ganó la medalla de oro en los Juegos Olímpicos de la Juventud de Buenos Aires 2018. También integró la Selección de rugby 7 que ganó la medalla de bronce en los Juegos Olímpicos de Tokio 2020.

## Biografía
Es hijo de Christian Mendy, exjugador de la selección nacional en la década del 80 y campeón jugando para La Plata Rugby Club del torneo de la UAR en 1995.

## Clubes
| Club                    | País      | Tipo        |
| ----------------------- | --------- | ----------- |
| Club de Rugby Los Tilos | Argentina | Amateur     |
| Jaguares                | Argentina | Profesional |

## Palmarés
- Medalla de oro en los Juegos Olímpicos de la Juventud de Buenos Aires 2018[7]

- Medalla de bronce en los Juegos Olímpicos de Tokio 2020[8]